# Carlos Soublette
Carlos Soublette, född 15 december 1789, död 11 maj 1870, var en venezuelansk militär och politiker, president i Venezuela under två perioder (1837-1839 och 1843-1847). Han spelade en viktig roll i Venezuelas självständighetskrig.